# Lalo Barrubia
María del Rosario González, conocida como Lalo Barrubia (Montevideo, 9 de abril de 1967), es una escritora, performer y traductora uruguaya, radicada en Malmö, Suecia desde el 2001.

## Trayectoria
Ha publicado ocho libros de poesía, varias novelas y colecciones de cuentos. Sus textos figuran en las antologías Zur-dos: última poesía latinoamericana (Paradiso, Argentina, 2004) y Porque el país no alcanza: poesía emigrante de la América Latina (EBL, México, 2011), entre otras. En 2014 le fue otorgado el Premio Nacional de Literatura de Uruguay en la categoría Narrativa (obras éditas) por el libro Ratas (originalmente publicado en 2012 por la editorial Criatura).
En 2011 publicó en Suecia su primer libro de poemas en edición bilingüe, Borracha en las ciudades, con traducción de Juana Adcock. En 2015 trabajó en el proyecto 100KAVD (100 poemas cotidianos cortos y enojados / Copenhague-Helsinki) que reúne poesía y performance. Es editora de la serie de poesía traducida La Piedra Imán (Ediciones Liliputienses, España) e imparte talleres de poesía y prosa. 
También ha trabajado como productora cultural y project manager para varias instituciones públicas y privadas, entre ellas Kulturförvaltningen i Malmö.[cita requerida]

## Obras
- Suzuki 400 (poesía, 1989 / 2.ª ed. 2017)[4]
- Tabaco (poesía, 1999)
- Arena (novela, 2004 / 2.ª ed. 2017)
- Pegame que me gusta (novela, 2009 / 2.ª ed. 2014)
- Borracha en las ciudades (poesía, 2011 / 2.ª ed. 2013 / 3.ª ed. 2016)
- Ratas (relatos, 2012)[5]
- Los misterios dolorosos (novela, 2013)
- La Máquina (poesía, 2016)
- Rompe la quietud (novela, 2019)
- 100 Korta Arga vardagsdikter (poesía en sueco, 2020)
- Sobre esta tierra (novela, 2024)

## Performances
- 100 KAVD (Copenhague-Helsinki), 2015
- Fronteras/Borderline (Gotemburgo-México DF-Montevideo) 2013-2014
- Parásitos (Malmö-Lund-Helsinki) 2008-2011
- Latino for ever (Montevideo-Maldonado-Berlín-Helsinki) 2007-2008
- El Rap de la Pocha, 1999-2000[6]
- La puta madre, 1991

## Premios
- Premio del Ministerio de Cultura del Uruguay (2011) - 3er Premio en categoría Narrativa (Obra édita: Pegame que me gusta - 2009). [cita requerida]
- Premios Anuales de Literatura (2014) - 1er Premio en categoría Narrativa (Obra édita: Ratas - 2012).